# Roth Industries
Die Roth Industries GmbH & Co. KG ist ein international tätiges Unternehmen mit Sitz Dautphetal.
Die Gesellschaft produziert Energie- und Sanitärsysteme, aber auch Speichertechnik und Kunststoffprodukte. Zudem ist das Unternehmen im Maschinen- und Aggregatebau tätig.

## Geschichte
Das Unternehmen wurde im Jahr 1947 durch Heinrich Roth als Handwerksbetrieb (Fertigung von Waschkesselöfen und Beetplatten) gegründet. Unter Manfred Roth (1939–2025), dem Sohn des Gründers, entwickelte sich das Unternehmen seit 1962 zu einer international tätigen Unternehmensgruppe mit Standorten in Europa, Nord- und Südamerika sowie in China. Zudem weitete das Unternehmen unter der Leitung Manfred Roths in den 1960er-Jahren die Geschäftstätigkeit auf den Bereich der Heiz- und Sanitärtechnik aus, und stellte beispielsweise Heizöltanks her.
Aufgrund der Anfälligkeit von Stahltanks für Rostbildung bei der Lagerung von Heizöl entschied sich das Unternehmen ab dem Jahr 1970 dazu, in den Bereich der Kunststofftechnik (Großblastechnik für Heizöltank) einzusteigen. Zudem erweiterte Roth Industries mit der Entwicklung von Komplettkabinen für Duschen den Sanitärbereich. 1977 wurde das Unternehmen Schlesinger, ein Anbieter von Maschinen zur Bürsten- und Besenherstellung, in die Unternehmensgruppe integriert. Im Folgejahr erfolgte die Gründung der Roth Werke GmbH.
In den 1980er-Jahren begann das Unternehmen, Energiesysteme wie Fußbodenheizungen anzubieten. 1989 übernahm Roth Industries das in den Bereichen Hydraulik und Filament Winding tätige Unternehmen Bolenz & Schäfer sowie das Unternehmen EHA (tätig im Sondermaschinenbau für Beschichtungs- und Imprägnierprozesse mit bahnenförmigen Materialien).
In den 1990er-Jahren investierte Roth Industries in die Entwicklung von Hydraulikpumpen. 1992 gründete Roth Industries einen weiteren Standort in Bischofswerda. Ende der 1990er-Jahre brach der Markt für Öltanks zusammen, sodass eine Umstrukturierung des Unternehmens erfolgte; so wurde etwa in den seit Anfang der 1990er-Jahre bestehenden ostsächsischen Betrieben auf die Produktion von Umwelttechnik (etwa Regenwasser- und Abwassersystemen) für Industrie und Landwirtschaft umgestellt.
In den 2000er-Jahren expandierte das Unternehmen zunehmend ins Ausland; 2016 erfolgte eine Neustrukturierung des Unternehmens und führte die Geschäftsfelder in den Bereichen Gebäude- und Industrietechnik zusammen. Dabei wurden die Tochtergesellschaften an den Markennamen Roth angeglichen, so wurde die Roth Kunststofftechnik in Roth Plastic Technology umbenannt, die Unternehmen Schlesinger und EHA zur Roth Composite Machinery zusammengefasst und Bolenz & Schäfer zu Roth Hydraulics umbenannt.
Im Herbst des Jahres 2022 wurde die Roth Asia Trading (Taicang) Co., Ltd., Taicang, China gegründet. Im selben Jahr feierte Roth Industries sein 75-jähriges Bestehen. Zudem gab das Unternehmen 2022 bekannt, die Zahl der Ausbildungsplätze für das Jahr 2023 um rund zehn Prozent zu erhöhen.
Im Oktober 2023 startete Roth Plastic Technology eine neue Sparte für den Bereich kunststoff- und spritzgussgerechte Konstruktion und Entwicklung. Zum Ende des Jahres 2023 wurde zudem bekannt, dass Christin Roth-Jäger die Geschäftsführung der Unternehmensgruppe von Matthias Donges übernehmen werde.

## Unternehmensstruktur und Standorte
Roth Industries unterhält mehrere Standorte in Deutschland, etwa in Buchenau, Wolfgruben, Eckelshausen oder Bischofswerda. Die Anteile des Unternehmens liegen zu 100 Prozent in den Händen der Familie Roth. Stand 2023 unterhält die Unternehmensgruppe 28 Unternehmen für die Produktion und den Vertrieb.
Roth Industries ist die Dachgesellschaft der Roth-Unternehmensgruppe. Das Unternehmen unterhält unter anderem folgende Tochterunternehmen in Deutschland:
- Roth Werke GmbH, Dautphetal
- Roth Composite Machinery GmbH, Steffenberg
- Roth Hydraulics GmbH, Biedenkopf
- Roth Plastic Technology (Zweigniederlassung der Roth Werke GmbH), Dautphetal
- Becker Plastics GmbH, Datteln
- Roth Services GmbH, Dautphetal
- Roth GmbH, Dautphetal

Des Weiteren unterhält die Unternehmensgruppe weitere Tochterunternehmen im Ausland, die ihre Produktionen an den Bedarf des jeweiligen Landes anpassen. So werden etwa in Spanien Trinkwasserbehälter und Anlagen für die Aufbereitung von Grauwasser und für die Entsalzung von Meerwasser produziert. In den USA werden hauptsächlich Heizöltanks produziert. In Europa liegt der Schwerpunkt der Produktionstätigkeit auf Flächenheizungen in Fußböden sowie Decken. Stand 2023 wird jedes vierte Produkt bei einem Roth-Unternehmen im Ausland produziert.
Im Geschäftsjahr 2022 erwirtschaftete die Unternehmensgruppe einen Umsatzerlös in Höhe von 371,5 Mio. Euro und beschäftigte 1305 Mitarbeiter. Die Ausbildungsquote lag 2020 bei zehn Prozent, wobei rund 90 Prozent der Auszubildenden übernommen werden.

## Unternehmen der Roth-Industries-Gruppe und Produkte
Der Geschäftsgegenstand der Roth Industries und deren Tochterunternehmen ist die Entwicklung, die Herstellung und der Vertrieb von Produkten in den Bereichen Gebäude und Industrie. Hierunter fallen die Sparten Energiesysteme, Sanitärsysteme und Umweltsysteme, sowie Komposittechnologie, Kunststoff und Hydraulik.

### Roth Werke
Die Roth Werke GmbH mit Sitz in Dautphetal ist im Bereich der Gebäudetechnik tätig und produziert und vertreibt Produkte zur Energieerzeugung, -lagerung und -verteilung, sowie Systeme zur Rohrinstallation und Sanitärsysteme. Dies beinhaltet Wärmepumpen, Flächenheiz- und Kühlsysteme, Rohrsysteme und weitere Kunststoffprodukte. Zur Lagerung von Heizöl werden Kunststofftanks mit Stahl-Ummantelung oder Kunststoff-Ummantelung hergestellt.
Im Bereich Umwelttechnik entwickelt das Unternehmen Solarsysteme und bietet die Heizöltanks seit 2023 auch für Green Fuels (wie hydrierte Pflanzenöle, hydrierte gebrauchte Öle oder Fischer-Tropsch-Synthese-Produkte) an. Im Bereich der Energiesysteme bietet Roth Werke beispielsweise Regenwasseranlagen sowie Produkte für die Betonkernaktivierung, an.

### Roth Composite Machinery
Die Roth Composite Machinery ist im Bereich Industrie für die Sparte Komposittechnologie zuständig. Die Tätigkeit des Unternehmens liegt im Sondermaschinenbau in den Produktfeldern Filament Winding & Prepreg, Pleating & Coating sowie Brushes & Brooms. Das Unternehmen entwickelt dabei Automationskonzepte für den Faserwechsel oder Maschinen für Wickelprozesse sowie Produkte für die Imprägnierung beispielsweise mit Hotmelt.

### Roth Hydraulics
Das Unternehmen entwickelt, produziert und vertreibt in der Sparte Hydraulik Speicheranlagen (Kolben-, Blasen und Membranspeicher) sowie Sondermaschinen. Die Speicheranlagen des Unternehmens werden beispielsweise im industriellen Bereich sowie in Fahrgeschäften, Theater- und Musicalproduktionen oder bei Offshore-Windparks eingesetzt.

### Roth Plastic Technology und Becker Plastics
Roth Plastic Technology und Becker Plastics sind in der Sparte der Herstellung sowie dem Vertrieb von Kunststoffsystemen, vornehmlich Kunststoffrohre, tätig. Die von den Unternehmen hergestellten Rohre werden in der Gebäudetechnik eingesetzt.
Becker Plastics entwickelt beispielsweise mit Alu ummantelte Rohre aus Polypropylen oder Polyethylen, die im Bereich der Wasserversorgung und Heizungsinstallation Verwendung finden. Zudem konzipiert das Unternehmen Produkte für die Elektronenstrahlvernetzung sowie Laserstumpfschweißung.
Roth Plastic Technology ist im Bereich der Spritzgießerei tätig und bietet zudem Produktionstests für Werkzeug- und Formenbauer an. Das Unternehmen produziert außerdem Thermotanks.

### Roth Services
Roth Services erbringt Dienstleistungen für die Gesellschaften der Unternehmensgruppe. Das Unternehmen ist beispielsweise im Bereich des Finanz- und Rechnungswesens, des Personalwesens sowie der Verwaltung der Beteiligungen an den Unternehmen der Gruppe tätig.

### Roth
Die Roth GmbH übernimmt die persönlichen Haftung sowie Geschäftsleitung der Gesellschaften.

## Soziales Engagement
Das Unternehmen veranstaltet regelmäßig einen Tag der Ausbildung. Die Roth Werke nehmen jährlich an dem bundesweit stattfindenden Girls’ Day teil.
Das Manfred-Roth-Atrium in der Zentrale der Unternehmensgruppe wird unter anderem als Veranstaltungsort für Musikveranstaltungen wie die 32. Eckelshausener Musiktage genutzt.
Roth Industries spendete während der COVID-19-Pandemie Mund-Nasenschutzmasken an Alten- und Pflegeheime sowie ambulante Pflegedienste in der Region. Außerdem spendete das Unternehmen an die Diakoniestation Gladenbach und unterstützte mit einer Spende die Anschaffung eines Defibrillators für das Bürgerhaus in Dautphetal-Holzhausen. Das Unternehmen beteiligt sich außerdem jährlich an der Spendenaktion Hungerlauf in Biedenkopf.
Roth Industries ist Stifter sowie Sponsor der Kinderkrippe Rothkehlchen in Buchenau, die auch Plätze für die Kinder der Mitarbeiter des Unternehmens anbietet. Zudem unterstützt das Unternehmen die Evangelische Kindertagesstätte Buchenau.
Im Jahr 2023 beteiligte sich das Unternehmen Roth Werke am bundesweiten Aktionstag Schichtwechsel, bei dem ein Mitarbeiter der Hinterländer Werkstätten (eine Werkstatt für Menschen mit Behinderung) für einen Tag den Arbeitsplatz mit einem Mitarbeiter des Unternehmens tauschte.

## Auszeichnungen
2018 wurde Roth Industries als Finalist von der Oskar-Patzelt-Stiftung mit dem Großen Preis des Mittelstandes ausgezeichnet. Im Jahr 2022 war das Unternehmen einer der Finalisten in der Kategorie Jobmotor bei der Wahl der Hessen-Champions, welche die Schaffung von Arbeits- und Ausbildungsplätzen würdigt.